# Dongxihu
Der Stadtbezirk Dongxihu (chinesisch 東西湖區 / 东西湖区, Pinyin Dōngxihú Qū)  ist ein Stadtbezirk der Unterprovinzstadt Wuhan, der Hauptstadt der Provinz Hubei in der Volksrepublik China. Er hat eine Fläche von 439,2 km² und zählt 601.300 Einwohner (Stand: Ende 2019).

## Administrative Gliederung
Auf Gemeindeebene setzt sich der Stadtbezirk aus acht Straßenvierteln zusammen. 